# Yoshida Fumiko
Yoshida Fumiko (japanisch 吉田文子; geboren am 5. Dezember 1913 in Tsuwano; gestorben am 8. Dezember 2001) war eine japanische Architektin. Sie war eine Pionierin in diesem Studien- und Berufsfeld in Japan.

## Leben und Werk
Yoshida Fumiko wurde als älteste Tochter von Yoshida Kazuichi und Yoshida Riyo geboren. Ihr Vater war Tischler. Die Familie wohnte zeitweise in Qingdao in China. Das Obergeschoss ihres dortigen Hauses war an junge Männer vermietet, die ihren Abschluss an der Technischen Hochschule von Fukuoka und Kumamoto gemacht hatten. Yoshida Fumiko nahm die Zeichnungen und Lehrmaterialien um sich herum wahr und interessierte sich schon früh für das Konstruieren. Die Familie zog während des Baubooms unmittelbar nach dem großen Kanto-Erdbeben zurück nach Japan. Der Vater fand eine Beschäftigung, hatte aber offenbar wenig finanzielle Mittel zur Verfügung. Die Tochter wollte berufstätig werden und eine höhere Schule besuchen. Nach dem Abschluss der Grundschule besuchte sie zuerst eine Bürgerschule als Abendschule. Sie passte jedoch nicht in die Atmosphäre dieser Mädchenschule und trat 1929 in die Klasse für weibliche Zeichnerinnen an der Central Technical School in Kanda ein. Diese Bildungsstätte war 1909 für die Ausbildung von Technikern gegründet worden. Als erste Schule in Japan richtete sie 1918 eine Zeichenklasse für junge Frauen ein. Der Bedarf dazu ergab sich aus den fehlenden Fachkräften für die städtebauliche und architektonische Modernisierung Japans. Zu einer Zeit, in der Kopiergeräte noch nicht verfügbar waren, hielt man Mädchen mit handwerklichem Geschick für geeignet, mit „genauem Verstand und Ausdauer“ zeichnerische Tätigkeiten auszuführen. In verschiedenen Regionen Japans wurden Schulen unterschiedlicher Art für eine Ausbildungszeit von sechs Monaten bis zu einem Jahr eingerichtet. Yoshida Fumiko war im Alter von 15 Jahren die 21. Absolventin im Jahr 1928. Sie fand eine Anstellung als Zeichnerin.
Ab März 1929 besuchte sie die Technische Schule der Waseda-Universität als Abendschule. Diese Schule wurde vor dem Ersten Weltkrieg für die Ingenieurausbildung gegründet und war ab 1922 als koedukative Fachschule für Architektur die einzige, die Mädchen aufnahm. Neben Yoshida Fumiko war noch ein weiteres Mädchen eingeschrieben. Yoshida erhielt gute Beurteilungen und absolvierte das zweistufige Studium. Sie war die erste Frau, die sich über das japanische Bildungssystem nicht nur als Zeichnerin, sondern über die Ingenieurausbildung zur Architektin entwickelte. Die Architektin Nobuko Tsuchiura war vor ihr im Beruf tätig, hatte aber kein Studium absolviert. Yoshida Fumiko wurde Assistentin ihres Professors Tanabe Yasushi an der Fakultät Architektur. Sie machte im Juli 1931 ihren Abschluss. Bis Januar 1932 blieb sie am Lehrstuhl. Ihre Arbeit bestand in der zeichnerischen Erfassung von japanischen Schreinen, Tempeln und Schlössern.
Die Wiederaufbauarbeiten nach dem Erdbeben hatten sich zur Zeit ihres Studienabschlusses verlangsamt, und viele Männer hatten es schwer, Arbeit zu bekommen. Für eine Frau war es undenkbar, eine Stelle als Ingenieurin zu finden. Yoshida Fumiko trat 1932 eine Stelle in der technischen Abteilung der Firma Suzuki Komatsu Ltd. an. Sie arbeitete an der Planung und Konstruktion von Küchen. Sie leitete alle Bauarbeiten und war an der Küchenplanung für die Armee, Krankenhäuser, Kochschulen, den Hattori Clock Shop, das Toho-Theater und das Hauptgebäude Meiji Seimei beteiligt. Nach dem Konkurs der Firma ging sie 1935 in die Konstruktionsabteilung von Sato Iron Works, einem Subunternehmen. Hier entwarf und konstruierte sie Kücheneinrichtungen für die Armee und die Marine. Auch dieses Unternehmen ging nach drei Jahren in Konkurs. Nachdem sie noch einmal als Assistentin ihres ehemaligen Professors gearbeitet hatte, trat sie im Frühjahr 1939 in das Planungsbüro Noritake Kogyo ein. Nach Kriegsende verlor sie ihre Arbeit wieder und entschied sich im März 1950, das „Yoshida Design Office“ zu gründen. Sie machte sich damit im Alter von 37 Jahren selbstständig.
Das Tätigkeitsfeld ihres Unternehmens umfasste die Planung von Wohn- und Gewerbebauten im Großraum Tokio, die Bauüberwachung, die Erstellung von Anträgen, die Vermessung von Grundstücken und Häusern sowie die Durchführung von Gutachten. In den Jahren 1966/69 beschäftigte das Büro 6 bis 8 Personen, von denen die meisten als Architekten arbeiteten, aber nur eine oder zwei einen Hochschulabschluss hatten. Yoshida Fumiko schloss ihr Planungsbüro 1996 mit 83 Jahren. Zu der Zeit beschäftigte sie ungefähr 25 Personen.
Yoshida Fumiko engagierte sich in verschiedenen Organisationen. Zu den wichtigsten zählten: Präsidentin der Waseda Inayukai (Ehemaligenvereinigung der Ingenieurschule der Waseda-Universität, der Technischen Hochschule der Waseda-Universität und der Fachschule der Waseda-Universität), Vizepräsidentin der Inamon Architectural Society (Ehemaligenvereinigung des Fachbereichs Architektur), Vizepräsidentin der Sumida Inamon Society der Ehemaligenvereinigung der Waseda-Universität, Ratsmitglied der Memoto Architectural Society, Forschungsdirektorin und Rechnungsprüferin der Tokyo Society of Architectural Firms.
Sie kleidete sich im Alltag in T-Shirt, Krawatte und Anzug. Für die Baustelle bestellte sie einen Reitanzug in Militärfarben aus wasserfestem Stoff. Sie trug ihren langen Zopf um den Kopf gewickelt und einen handgefertigten Hut.
Yoshida Fumiko starb im Alter von 88 Jahren. Ihrer Familie übergab den Nachlass an das Institut für Wohnbauforschung. Dazu gehörten Einrichtungsgegenstände wie ihr Lieblingsschreibtisch, ihr Stuhl und ihr Reißbrett. Zum weiteren Nachlass gehören Manuskripte, Briefe und Briefentwürfe, Tage- und Notizbücher, in denen sie Finanzangelegenheiten verfolgte, Alben und Fotografien, eine kleine Anzahl von Zeichnungen sowie Geschäftsunterlagen.
Sie war in der Ausstellung „Living hand in hand with architecture“ (The National Women’s Education Center 2012) und „For the Future: Pioneering Women in Architecture from Japan and Beyond“ (Architectural Institute of Japan, Tokio; the 24th Congress of International Union of Architects 2012; Gender Equity Center, Tokio; Azamino Women’s Center, Yokohama City; weitere Präsentationen in Japan und Europa) vertreten.